# Кућа породице Најдановић
Кућа породице Најдановић се налази у Београду, у улици Гаврила Принципа 35, представља непокретно културно добро као споменик културе.
После регулације овог дела града 1834. године, кућа породице Најдановић је једна од ретких која се уклопила у нове планове у тадашњој Савамали. Саграђена пре 1830. године, кућа представља редак примерак старе варошке куће Београда из прве половине 19. века са свим одликама балканске архитектонске традиције.
Зидана је у бондруку са испуном од опеке, фасаде су једноставно решене са еркером као доминантом на централној уличној фасади и доксатом на дворишној. Спрат је служио за становање, а у приземљу је била кафана. За кафану је везано име Петра Кочића који је у њој написао своје прве књижевне радове. Због тога је једно време кафана носила име „Кафана Петар Кочић“. Породица Најдановић је кућу купила 1893. године и представља репрезентативан тип куће која је била распрострањена у градовима Србије у првој половини 19. века, а данас сачувана само спорадично. Изузев по својој старини и архитектури, ова кућа је од значаја и за развој урбанизма Београда, с обзиром да представља једну од реперних тачака некадашње Савамале у којој се налазе зачеци модерне урбанизације.